# دوايت مارسي
دوايت مارسي (بالإنجليزية: Dwight Marcy)‏ هو سياسي أمريكي، ولد في 8 يونيو 1840، وتوفي في 7 مايو 1887. انتخب عضو مجلس نواب كونيتيكت.